# ديفن وليامز
ديفن وليامز (بالإنجليزية: Devin Williams)‏ هو لاعب كرة قاعدة أمريكي، ولد في 21 سبتمبر 1994 في فلوريسانت في الولايات المتحدة.